# Lullaby (chanson)
Pour les articles homonymes, voir Lullaby.
Singles de The Cure
Hot Hot Hot!!!
(1988) Fascination Street
(1989)
Clip vidéo
[vidéo] « Lullaby », sur YouTube
Pistes de Disintegration
Last Dance Fascination Street
Lullaby est une chanson du groupe anglais The Cure figurant sur l'album Disintegration dont elle est le premier extrait en single en avril 1989.
Lullaby connaît un succès international et réalise les meilleurs classements jamais obtenus par le groupe dans les ventes de singles de plusieurs pays européens, comme le Royaume-Uni où il atteint la 5e place.
Aux États-Unis et au Canada, c'est la chanson Fascination Street qui est préférée comme premier extrait de l'album Disintegration. Lullaby est sortie plus tard dans ces deux pays, entrant dans le Billboard Hot 100 au début du mois de décembre 1989.

## Contenu du single
Lullaby apparaît sur le single dans une version remixée, qui est rallongée (Extended remix) sur les maxi 45 tours et maxi CD. Deux chansons inédites, Babble et Out of Mind, occupent les faces B des 45 tours et des maxis.
Aux États-Unis, c'est la chanson Fascination Street, préférée comme premier single, qui hérite de ces deux mêmes chansons en face B. Aussi, lorsque Lullaby sort quelques mois plus tard dans ce pays, elles sont remplacées par deux titres enregistrés en concert, Homesick et Untitled, que l'on retrouvera par la suite sur l'album live Entreat.
Un CD vidéo sort au Royaume-Uni avec trois pistes audio (Babble, Out of Mind et Lullaby en version longue) et une seule piste vidéo présentant le clip de Lullaby.
| 45 tours 1. Lullaby (Remix) - 4:08 2. Babble - 4:16 | 45 tours (Amérique du Nord) 1. Lullaby (Remix) - 4:08 2. Homesick (live) - 6:50 - également sorti en cassette |

| Maxi 45 tours 1. Lullaby (Extended remix) - 7:29 2. Babble - 4:16 3. Out Of Mind - 3:53 | Maxi 45 tours (Amérique du Nord) 1. Lullaby (Extended remix) - 7:29 2. Homesick (live) - 6:50 3. Untitled (live) - 6:31 |

| CD Maxi 1. Lullaby (Remix) - 4:08 2. Babble - 4:16 3. Out Of Mind - 3:53 4. Lullaby (Extended remix) - 7:29 | CD Maxi (Amérique du Nord) 1. Lullaby (Remix) - 4:08 2. Lullaby (Extended remix) - 7:29 3. Homesick (live) - 6:50 4. Untitled (live) - 6:31 |

CD Vidéo
1. Babble (audio) - 4:16
2. Out Of Mind (audio) - 3:53
3. Lullaby (Extended remix) (audio) - 7:29
4. Lullaby (clip vidéo) - 4:19

## Clip et thème de la chanson
Le clip-vidéo réalisé par Tim Pope et les paroles de la chanson mettent en scène les angoisses enfantines de Robert Smith. On le voit notamment en pyjama rayé entièrement recouvert d'immenses toiles d'araignée.
Lors des Brit Awards 1990, il est récompensé par le prix du meilleur clip-vidéo britannique,.

## Personnel
- Robert Smith – chant, basse six cordes, claviers
- Simon Gallup – basse
- Porl Thompson – guitare
- Boris Williams – batterie, percussions
- Roger O'Donnell – claviers
- Lol Tolhurst – "autres instruments" (Tolhurst n'a en fait pas joué sur l'album.)
- Mark Saunders – remix

## Classements hebdomadaires
| Classement (1989)                      | Meilleure place |
| -------------------------------------- | --------------- |
| Allemagne (GfK Entertainment)          | 3               |
| Australie (ARIA)                       | 28              |
| Autriche (Ö3 Austria Top 40)           | 5               |
| Belgique (Flandre Ultratop 50 Singles) | 15              |
| Espagne (AFYVE)                        | 4               |
| États-Unis (Billboard Hot 100)         | 74              |
| États-Unis (Alternative Songs)         | 23              |
| France (SNEP)                          | 22              |
| Irlande (Irish Singles Chart)          | 3               |
| Italie (FIMI)                          | 7               |
| Norvège (VG-lista)                     | 5               |
| Nouvelle-Zélande (RMNZ)                | 7               |
| Pays-Bas (Nederlandse Top 40)          | 9               |
| Pays-Bas (Single Top 100)              | 8               |
| Royaume-Uni (UK Singles Chart)         | 5               |
| Suisse (Schweizer Hitparade)           | 14              |

## Certifications
| Pays                    | Certification | Date       | Unités certifiées |
| ----------------------- | ------------- | ---------- | ----------------- |
| Italie (FIMI)           | Or            | 2019       | 25 000            |
| Nouvelle-Zélande (RMNZ) | Or            | 23/06/2022 | 15 000            |
| Royaume-Uni (BPI)       | Argent        | 25/06/2021 | 200 000           |

## Reprises
Le groupe français de stoner-doom MONAS en fait la reprise lors de ses concerts depuis 2021.
La chanson a aussi été reprise par Editors sur l'album Radio 1 Established 1967 en 2007. On la trouve également sur la compilation Back to Mine : Tricky mixée par Tricky (2003). Le groupe de rock industriel français PORN (dont le nom est un hommage a l'album Pornography de The Cure) a repris Lullaby en 2010. Une reprise plus Metal a été réalisée par la chanteuse canadienne Lindsay Schoolcraft pour son album Martyr paru en 2019.
Un sample de Lullaby est utilisé sur le titre Spiders, Crocodiles & Kryptonite qui apparaît sur l'album To All New Arrivals du groupe Faithless, sorti en 2006, titre auquel Robert Smith participe comme chanteur,.
La chanson ainsi que le clip sont parodiés par Les Inconnus dans un sketch où le clip de la chanson est parodié avec les paroles de La Zoubida de Lagaf et la musique de Close to me.